# Mareanivka, Mîhailivka
Mareanivka (în ucraineană Мар`янівка, în germană Kronsfeld) este localitatea de reședință a comunei Mareanivka din raionul Mîhailivka, regiunea Zaporijjea, Ucraina. Satul a fost locuit de germanii pontici.  

## Demografie
Componența lingvistică a localității Mareanivka
     Rusă (55,02%)
     Ucraineană (43,82%)
     Alte limbi (1,16%)
Conform recensământului din 2001, majoritatea populației localității Mareanivka era vorbitoare de rusă (55,02%), existând în minoritate și vorbitori de ucraineană (43,82%).